# Bologoye
Bologoye (del ruso: Болого́е) es una ciudad rusa, capital del raión homónimo en la óblast de Tver. Se ubica aproximadamente a mitad de camino entre Moscú y San Petersburgo en un trayecto que une las dos ciudades por tren. Su población asciende a 26.612 habitantes según el censo ruso de 2002, aunque se muestra un declive si se compara con los 35.926 habitantes según el censo soviético de 1989.
La primera mención de Bologoye en documentos históricos data de 1495, considerado el año de fundación de esta localidad. El nombre «Bologoye» proviene del nombre del cercano Lago Bologoye. En 1851, Bologoye pasó a tener una estación en la vía férrea Moscú-San Petersburgo. En la segunda mitad del siglo XIX, esta estación también pasó a ser una parada de la vía férrea Rybinsk-Pskov-Vindava, con lo que Bologoye se convirtió en un importante centro ferroviario. El crecimiento de Bologoye ha tenido bastante que ver con las industrias relacionadas con el tren. Bologoye consiguió el estatus oficial de ciudad (город, górod) en 1917.
El 27 de noviembre de 2009, se produjo en Bologoye el descarrilamiento de un tren expreso en la vía que comunica Moscú con San Petersburgo.

## Demografía
| 1897   | 1939   | 1959   | 1970   | 1979   | 1989   | 2002   | 2008   |
| ------ | ------ | ------ | ------ | ------ | ------ | ------ | ------ |
| 10 000 | 17 300 | 30 300 | 33 900 | 31 300 | 35 926 | 26 612 | 24 453 |